# Neumühle (Wilburgstetten)
Neumühle ist ein Gemeindeteil der Gemeinde Wilburgstetten im Landkreis Ansbach (Mittelfranken, Bayern). Neumühle liegt in der Gemarkung Wilburgstetten.

## Geografie
Die Einöde liegt am linken Ufer der Wörnitz und ist von Acker- und Grünland mit vereinzeltem Baumbestand umgeben. Im Norden wird die Flur Baumhof genannt. Im Süden, jenseits der Wörnitz, liegt das Waldgebiet Grünhof. Dort befinden sich Überreste des Limes und ein ehemaliger römischer Wachturm. Eine Gemeindeverbindungsstraße führt nach Welchenholz (1,2 km westlich) bzw. nach Wörnitzhofen (2 km nordöstlich).

## Geschichte
Erste urkundliche Erwähnung geht in das 13. Jahrhundert zurück. Die Mühle wurde vermutlich im Dreißigjährigen Krieg bis auf die Grundmauern zerstört. Wiedererrichtung nachweislich im Wappen 1682 von Friedrich Ferdinand Herzog zu Württemberg und Teck. Das obere Stockwerk der Mühle diente als Unterkunft bei der Jagd. 
Die Fraisch über Neumühle wurde sowohl vom ansbachischen Oberamt Wassertrüdingen als auch vom oettingen-spielbergischen Oberamt Dürrwangen beansprucht. Die Grundherrschaft über die Mühle hatte das württembergische Oberamt Weiltingen.
Von 1797 bis 1808 unterstand der Ort dem Justiz- und Kammeramt Wassertrüdingen. Infolge des Gemeindeedikts wurde Neumühle dem 1809 gebildeten Steuerdistrikt und Ruralgemeinde Wittelshofen zugewiesen. 1813 kam der Ort an die neu gebildete Ruralgemeinde Illenschwang. Am 1. Juli 1972 wurde Neumühle im Zuge der Gebietsreform in Bayern nach Wilburgstetten eingegliedert.

### Baudenkmal
- Ehemalige Mühle: zweigeschossiger massiver Putzbau mit steilem Satteldach.[10]

### Einwohnerentwicklung
| Jahr      | 001818 | 001836 | 001840 | 001861 | 001871 | 001885 | 001900 | 001925 | 001950 | 001961 | 001970 | 001987 |
| Einwohner | 7      | 13     | 6      | 7      | 9      | 7      | 9      | 7      | 13     | 6      | 3      | 6      |
| Häuser    | 1      | 1      | 1      |        |        | 1      | 1      | 1      | 2      | 1      |        | 2      |
| Quelle    | [ 12 ] | [ 13 ] | [ 14 ] | [ 15 ] | [ 16 ] | [ 17 ] | [ 18 ] | [ 19 ] | [ 20 ] | [ 21 ] | [ 22 ] | [ 1 ]  |

## Religion
Der Ort ist seit der Reformation evangelisch-lutherisch geprägt und war ursprünglich nach St. Johannis (Aufkirchen) gepfarrt, seit der zweiten Hälfte des 19. Jahrhunderts ist die Pfarrei St. Peter (Weiltingen) zuständig. Die Katholiken sind nach St. Margareta (Wilburgstetten) gepfarrt.